# Stay Together
「Stay Together」（ステイ・トゥゲザー）は、日本の男性アイドルグループDA PUMPの3枚目のシングルである。1998年2月18日発売。発売元はavex tune。

## 概要
- 前作から4ヶ月ぶりとなるシングル。
- 売上枚数9万4900枚。
- 1998年2月21日COUNT DOWN TVに出演。
- 1998年3月9日HEY!HEY!HEY! MUSIC CHAMPに出演。
- 1998年3月29日ポップジャムに出演。

## 収録曲
1. Stay Together(4:38)
作詞：m.c.A・T、作曲・編曲：富樫明生
2. You don't have to worry,baby(3:32)
作詞：m.c.A・T、作曲・編曲：富樫明生
3. Stay Together (original karaoke)(4:38)
4. You don't have to worry,baby (original karaoke)(3:32)

## 収録アルバム

### Stay Together
- オリジナル『EXPRESSION』（1998年7月23日）
- ベスト『Da Best of Da Pump』（2001年2月28日）
- リミックス『Da Best Remix of Da Pump』（2001年8月29日）
TURBO's CLUB Mix
- オムニバス『DRAMATIC DRAMA THEME SONG SELECTION』（2001年12月12日）
- オムニバス『Virgin Road 〜The BEST of Wedding Songs〜』（2004年5月19日）
- ベスト『THANX!!!!!!! Neo Best of DA PUMP』（2018年12月12日）

### You don't have to worry,baby
- オリジナル『EXPRESSION』（1998年7月23日）

## タイアップ
- Stay Together：ドラマ『冷たい月』エンディングテーマ